# Бромид дисвинца-калия
Бромид дисвинца-калия — неорганическое соединение,
двойная соль калия, свинца и бромистоводородной кислоты с формулой KPb2Br5,
кристаллы,
растворяется в воде.

## Получение
- Сплавление бромидов свинца и калия или выпаривание их растворов:

{\displaystyle {\mathsf {KBr+2PbBr_{2}\ {\xrightarrow {}}\ KPb_{2}Br_{5}}}}

## Физические свойства
Бромид дисвинца-калия образует кристаллы, структура которых зависит от способа получения:
- из водных растворов выпадают кристаллы тетрагональной сингонии, пространственная группа I 4/mcm, параметры ячейки a = 0,814 нм, c = 1,41 нм, Z = 4;
- из расплава образуются кристаллы моноклинной сингонии, пространственная группа P 21/c, параметры ячейки a = 0,9264 нм, b = 0,8380 нм, c = 1,3063 нм, β = 90,06°, Z = 4 [1].

Растворяется в воде.

## Другие соединения
- Известен бромид свинца(IV)-дикалия состава K2PbBr6.

## Применение
- Кристаллы, легированные редкоземельными элементами, используются как рабочие тела инфракрасных лазеров.